# Buss
Buss ist der Familienname folgender Personen:
- Albert Buss-Wenger (1862–1912), Schweizer Unternehmer im Bahn-, Brücken- und Tunnelbau
- Benjamin Buss (* 1977), deutscher Musiker und Songwriter
- David Buss (* 1953), US-amerikanischer Psychologieprofessor
- Ernst Buss (1843–1928), Schweizer evangelischer Geistlicher
- Esther Buss (* 1972), deutsche Kunst- und Filmkritikerin
- Fanny Buss (1910–1986), neuseeländisch Textil- und Modedesignerin
- Fran Leeper Buss (1942–2022), US-amerikanische Universitätspfarrerin und Dozentin für Frauenstudien
- Frances Buss, britische Pionierin der schulischen Mädchenerziehung
- Franz Xaver Buhs (auch: Buß oder Buss; 1790–1883), Oberbürgermeister von Trier
- Jerry Buss (1933–2013), US-amerikanischer Besitzer der Los Angeles Lakers
- Hansjörg Buss (* 1971), deutscher Historiker
- Heinz Buss (1919–?), deutscher Lehrer und Politiker (LDPD)
- Henrique Adriano Buss (* 1986), brasilianischer Fußballspieler
- Hermann von Buss (1847–1912), österreichischer Feldmarschall-Leutnant
- Jeanie Buss (* 1961), US-amerikanische Sportmanagerin
- Kim Buss (* 1986), deutsche Badmintonspielerin
- Ladina Buss (* 1988), Schweizer Triathletin
- Lars Buss (* 1978), deutscher Basketballspieler
- Matthias Buss (* 1967), deutscher Schauspieler und Hörspielsprecher
- Otto Michael Buss (1939–2007), Abgeordneter des Hessischen Landtags (CDU)
- Ralph Buss (* 1982), Schweizer Schachspieler
- Sam Buss (* 1957), US-amerikanischer Informatiker und Logiker
- Tito Buss (1925–2013), Altbischof von Rio do Sul
- Verena Buss (* 1944), deutsche Schauspielerin
- Walter Buss (1920–2017), Vorsitzender Richter am Bundessozialgericht
- Wilfried Buss (* 1951), deutscher Landespolitiker (Hamburg) (SPD)
- Wolfgang Buss  (* 1944), deutscher Sportwissenschaftler und Sporthistoriker

Siehe auch:
- Bus
- Busse (Familienname)
- Buse
- Buß
- Buhse